# ラウリン・ウルリッヒ
ラウリン・ウルリッヒ（Laurin Ulrich、2005年1月31日 - ）は、ドイツ・バーデン＝ヴュルテンベルク州ハイデンハイム・アン・デア・ブレンツ出身のサッカー選手。VfBシュトゥットガルト所属。ポジションはMF。

## クラブ経歴
2016年にVfBシュトゥットガルトの下部組織へ入団し、2022年11月12日、ブンデスリーガのバイエル・レバークーゼン戦にてトップチームデビューを果たした。

## 代表経歴
2020年からドイツの世代別代表に招集されており、2022年にはUEFA U-17欧州選手権2022に出場している。

## タイトル

### 個人
- フリッツ・ヴァルター・メダル U-17銀メダル : 1回 (2022[2])